# NGC 3996
NGC 3996 è una galassia a spirale visibile nella costellazione del Leone.
Coordinate:
AR 11h 57m 46,1s
D +14° 17' 51"
Magnitudine: +13.9